# 名探偵コナン 黒鉄の魚影
『名探偵コナン 黒鉄の魚影』（めいたんていコナン くろがねのサブマリン）は、2023年4月14日に公開されたアニメ映画で、劇場版『名探偵コナン』シリーズの第26作目にあたる。
キャッチコピーは「死ぬな、灰原──」「浮かび上がる哀しき過去（シークレットメモリー）。守り抜く想いが結集する─」「沈みゆく真実が暴かれたとき、黒き影が集結する─」「絶体絶命の海洋頂上決戦（オーシャンバトルロイヤル） ミステリーついに開戦──」。

## 概要
前作『ハロウィンの花嫁』上映後の次回作予告で、黒ずくめの組織とシェリー（灰原哀）がキーパーソンとなることが示唆されていた。
2022年11月7日に、劇場版『名探偵コナン』第26作の公開が、YouTubeの東宝MOVIEチャンネルで特報によって発表された。この特報映像は、第25作『ハロウィンの花嫁』のハロウィン再会（リバイバル）上映での本編終了後に突如流された特報映像である。映像は、かつて黒の組織の一員（シェリー）であった灰原哀にフィーチャーされ、再会上映の初日からSNSで大きな話題となった30秒の映像である。また、2023年GW公開であることとともに、映像の最後でタイトルロゴが表示され、サブタイトルの1文字目が"黒"であることも明かされた。
2022年11月30日刊行の『週刊少年サンデー』2023年1号にて、2023年4月14日公開であることが発表された。タイトル、ビジュアルも解禁され、監督は立川譲、脚本は櫻井武晴、音楽は菅野祐悟が担当することが公表された。
2023年5月8日に、本作の興行収入が100億円を超えたことが発表された。公式Twitterでも100億突破が正式に発表され、原作者の青山剛昌による100億達成を祝う記念描き下ろしイラストが公開された。
黒の組織が劇場版に関わるのは、第20作『純黒の悪夢』以来6作ぶりとなる。また、黒の組織のナンバー2にあたるラムや、赤井秀一、安室透（バーボン）なども登場する。安室と風見裕也は初めて2年連続で劇場版に登場。ラムの素顔がアニメに登場するのは、TV版に先行して劇場版である本作のPVが初である。また、公開から半年後の10月24日に一城みゆ希が死去、公開翌年の6月22日に古谷徹が降板したため、一城の演じるジョディと古谷の演じる安室が登場する劇場版は本作が最後となった。
9月1日より、「ブラッククロージング」と題して、本作の終映に向けた様々なプロモーション企画が実施された。
エピローグ後の次回作予告では、夜景を背景にハートのトランプが真っ二つに切断される場面と共に、コナン、怪盗キッド、服部平次の3人の会話が流れ、2024年の次回作の公開が決定した旨が告知された。前作のハロウィン再会（リバイバル）上映と同様に、本作の終映企画「ブラッククロージング」が始まった9月以降の上映では、次回作予告映像が差し替えられた。この映像は東宝のYouTube公式チャンネルにて、「劇場版『名探偵コナン2024』超特報【2024年GW公開！】」と題して公開されている。11月29日発売のサンデー2024年度1号にて、次回作が『100万ドルの五稜星』であることが明らかになった。

## ストーリー
江戸川コナンと少年探偵団は、八丈島のホエールウォッチングツアーを当てるため福引に参加していた。灰原哀は、その近くで配布されていた「フサエブランド」の限定ブローチの整理券の最後の一枚を入手したが、次に並んでいた着物姿の老婦人を見かねて整理券を譲る。探偵団は全員ハズレてしまったが、灰原の一連の行動を見ていた園子は、探偵団達をホエールウォッチングに招待する。
八丈島のホテルに向かう車の中で、コナンは八丈島近海にインターポールの海洋施設「パシフィック・ブイ」が建設されたというニュースを聞く。それは世界中の警察が持つ防犯カメラを監視できる世界初の施設であるという。コナンがホテルに到着すると赤井秀一から電話があり、パシフィック・ブイと繋がるユーロポールのネットワークセンターに、黒の組織のピンガが潜入したと告げる。
その後、一行はホエールウォッチングのために港を訪れるが、コナンは警視庁の黒田兵衛と白鳥警部が船に乗ろうとしているところを発見し、密航を決意。船はパシフィック・ブイに到着し、黒田に見つかったコナンは仕方なく同行を許され、ブイの内部を案内してもらう。直美・アルジェントが開発したシステムによって世界各地の防犯カメラを顔認証付きで確認することが可能となり、さらに「老若認証」というシステムを使えば対象が年を取っていても発見することができるのだという。
その頃、施設内に潜入していたピンガの手引きでベルモットとバーボンがパシフィック・ブイに潜入し、直美を拉致する。異変に気付いた責任者の牧野洋輔は監視カメラを解析するが、バックドアを仕掛けられたためか、犯人の正体を特定することは出来なかった。一方、直美を拉致したベルモットとバーボンは、組織の仲間達と合流。直美の所持していたデータを調べる中、組織はベルツリー急行の爆破で死んだはずのシェリーと瓜二つの少女（灰原）の写真を発見する。シェリー生存の可能性を報告されたジンは、その少女を拉致するよう指示する。
ホテルに戻ったコナンは、組織が直美の拉致事件に関わっていることを阿笠博士に伝えるが、その夜灰原はウォッカとピンガに連れ去られ、コナン達の追跡や蘭の奮闘もむなしく、組織の巨大な潜水艦に攫われてしまった。翌朝、コナンはパシフック・ブイに戻り、昨晩の防犯カメラの映像をチェックするが、映像は改竄されており、潜水艦はおろか阿笠博士の車とウォッカ達の車さえも映っていなかった。さらにその後、エンジニアのレオンハルトが何者かに殺害される事件が発生した。
その頃、灰原と直美は同じ部屋に捕えられており、潜水艦にはジンが合流しようとしていた。絶体絶命の2人だったが、水無怜奈の援護によってジンと遭遇する直前に潜水艦を脱出し、パシフィック・ブイで保護される。
事件の真相を見抜いたコナンは、「眠りの小五郎」を使って推理ショーを開始する。レオンハルトを殺した犯人である女性エンジニアのグレースは実は男性で、その正体はピンガだった。ピンガはコナンの正体を工藤新一と見抜き、ジンを失墜させるためにコナンを連れて行こうとするも、白鳥と佐藤が到着したためコナンの捕獲を諦めて逃走する。
一方、単独行動をとっていたベルモットは老若認証を欠陥品だと報告し、シェリー生存の疑惑を消滅させる。これを受けてラムはパシフィック・ブイの破壊を決定し、ジン達の攻撃でパシフィック・ブイは撃沈する。コナンは「組織の潜水艦を赤井に狙撃させる」という手段を画策し、博士の海中スクーターを使って海に潜り、花火ボールを放って潜水艦の影を露にする。計画は成功し、上空のヘリコプターに乗っていた赤井がロケットランチャーで潜水艦を狙撃した。
しかしコナンは海中で力尽きてしまい、駆け付けた灰原の人工呼吸で九死に一生を得る。一方のピンガは潜水艦に帰還するも、潜水艦は赤井の狙撃でダメージを受けたために爆破処分が決定しており、ピンガは何も知らずに潜水艦と運命を共にする。船着き場に辿り着いたコナンは、動かなくなっていた灰原に人工呼吸をしようとするも制止される。灰原は駆け付けた蘭の唇にキスをし、コナン（新一）の唇を蘭に返したのだった。
後日、灰原は旅立つ直美を空港で見送る。直美は灰原が志保である事を確信していたが、追及することなく別れを告げた。そして、その様子を着物姿の老婦人が上の階から眺めていた。老婦人の正体は、変装したベルモットだったのだ。全てを見届けたベルモットの着物の帯締めには、「フサエブランド」の限定ブローチが輝いていた。

## 登場人物

### レギュラーキャラクター

#### 江戸川コナンと周辺の人物
江戸川 コナン（えどがわ コナン）
声 - 高山みなみ
本作の主人公。本来の姿は「東の高校生探偵」として名を馳せている「工藤新一」だが、黒ずくめの組織に飲まされた毒薬・APTX4869の副作用で小学生の姿になっている。
灰原の誘拐をはじめとする数々の事件に、警察やFBI、博士達と共に挑む。
灰原 哀（はいばら あい）
声 - 林原めぐみ
本作のヒロインにしてキーパーソン。本名は宮野 志保（みやの しほ）。元は黒の組織の一員で、在籍当時のコードネームは「シェリー（Sherry）」。APTX4869の開発者で、コナンの正体を新一と知る数少ない人物の1人。自殺目的でAPTX4869を自ら飲むが、コナン同様小学生の姿になり、組織から離脱する。
本作では、直美が持っていたUSBメモリのデータから、ウォッカ達にシェリーが子供の姿になって生き延びていたと思われ、拉致されてしまう。
毛利 蘭（もうり らん）
声 - 山崎和佳奈
本作のヒロイン。新一の幼馴染かつ彼女。関東大会で優勝するほどの空手の達人。
本作では、灰原を誘拐しようとする黒の組織のピンガと対決する。
毛利 小五郎（もうり こごろう）
声 - 小山力也
「眠りの小五郎」の異名で有名な私立探偵。蘭の父親で、コナンの保護者。
第21作『から紅の恋歌』以来に「眠りの小五郎」で推理を披露している。
工藤 新一 （くどう しんいち）
声 - 山口勝平
コナンの正体で、「東の高校生探偵」として名を馳せている高校生。
阿笠 博士（あがさ ひろし）
声 - 緒方賢一
コナンの正体を新一と知る数少ない人物の1人で、発明家。灰原の保護者。
灰原を連れ去ったウォッカとピンガの車をビートルで追い、熾烈なカーチェイスを繰り広げる。
沖矢 昴（おきや すばる）
声 - 置鮎龍太郎
「東都大学大学院工学部博士課程の大学院生」を名乗る青年。その正体は変装した赤井秀一。
本作でもコナンに協力し、彼と連絡を取りつつ情報を提供する。
鈴木 園子（すずき そのこ）
声 - 松井菜桜子
蘭の同級生で親友。鈴木財閥の令嬢で、蘭や新一とは幼馴染でもある。
本作では、灰原の優しい一面を目撃したことで、彼女へのご褒美として八丈島のホエールウォッチングにコナン達を招待する。
吉田 歩美（よしだ あゆみ）、小嶋 元太（こじま げんた）、円谷 光彦（つぶらや みつひこ）
声 - 岩居由希子（歩美）、高木渉（元太）、大谷育江（光彦）
少年探偵団の3人。
本作では、園子の招待を受けて八丈島へホエールウォッチングにやって来る。

#### 警察関係者
安室 透（あむろ とおる）/ バーボン（Bourbon）
声 - 古谷徹
警察庁警備局警備企画課（ゼロ）の公安警察捜査官。本名は降谷 零（ふるや れい）。「バーボン」のコードネームで組織に潜入している。普段は探偵の安室 透（あむろ とおる）として、毛利探偵事務所の下の「喫茶ポアロ」でアルバイトをしている。
本作では、バーボンとして組織のメンバー達と行動を共にする一方、裏で公安を動かしたりコナンに情報を伝えたりする。
黒田 兵衛（くろだ ひょうえ）
声 - 岸野幸正
警視庁刑事部捜査一課の管理官で、階級は警視。目暮警部や佐藤刑事らの上司。
本八丈島近海に新たに完成する海洋施設の警備に白鳥と共に参加する。
白鳥 任三郎（しらとり にんざぶろう）
声 - 井上和彦
警視庁捜査一課の刑事で、階級は警部。コナン達の担任教師である小林 澄子（こばやし すみこ）と交際中。
目暮 十三（めぐれ じゅうぞう）
声 - 茶風林
警視庁刑事部捜査一課強行犯捜査三係の警部。
白鳥からの応援要請を受け、佐藤と共にパシフィック・ブイに赴く。
佐藤 美和子（さとう みわこ）
声 - 湯屋敦子
警視庁捜査一課の刑事で、階級は警部補。同じ捜査一課の高木 渉（たかぎ わたる）刑事と交際中。
風見 裕也（かざみ ゆうや）
声 - 飛田展男
警視庁公安部所属の公安警察捜査官で、階級は警部補。降谷（安室）の協力者。
本作の出番は降谷に駆け寄るワンシーンのみで、事件には直接関わっていない。

#### FBI
赤井 秀一（あかい しゅういち）
声 - 池田秀一
連邦捜査局 (FBI) の捜査官。かつて「諸星 大（もろぼし だい）」と名乗って「ライ（Rye）」のコードネームで黒の組織に潜入していた。現在は組織に対して自らの死を偽装し、変装して「沖矢昴」と名乗っている。コナン本人には告げていないが、コナンの正体を新一と知る数少ない人物の1人でもある。
ジェイムズ・ブラック (James Black)、ジョディ・スターリング (Jodie Starling)、アンドレ・キャメル (Andre Camel)
声 - 土師孝也（ジェイムズ）、一城みゆ希（ジョディ）、乃村健次（キャメル）
日本警察に内密で黒の組織の捜査を日本で行っているFBI捜査官達で、コナンの協力者。
本作では、ユーロポールでの事件を受け、ドイツに赴く。
キャメルは本作公開直前にアニメ化された「黒ずくめの謀略」のラストで角刈りになったが、本作では従来通りの長髪で登場している。

#### CIA
水無 怜奈（みずなし れな） / キール（Kir）
声 - 三石琴乃
アメリカ中央情報局 (CIA) の諜報員。本名は本堂 瑛海（ほんどう ひでみ）。「キール」のコードネームで組織に潜入している。
本作では、組織の任務に従う振りをしながら、灰原と直美が脱出できるよう密かに手引きを行う。
イーサン・本堂（イーサン・ほんどう）
声 - 小山力也
CIAの諜報員で、本堂瑛海の父。故人。同じく組織に潜入していた娘の瑛海を守るため自殺した。
本作では瑛海の回想で登場。劇場版への登場は初となる。

#### 黒の組織
コナンやFBIが追っている、世界規模の犯罪組織。本作では2016年公開の劇場版第20作『純黒の悪夢』以来の登場、2001年公開の劇場版第5作『天国へのカウントダウン』、2009年公開の劇場版第13作『漆黒の追跡者』と合わせて第4作目の登場になる。
あの方
組織のボス。正体は死亡したとされている伝説の大富豪・烏丸 蓮耶（からすま れんや）。ラムやジンなどは「あの方」、ベルモットは「ボス」と呼ぶ。メールアドレスは「♯969♯6261」、携帯電話のボタン音は童謡「七つの子」。
ベルモットを贔屓しており、その関係性は謎に包まれている。
本作では返信メールとシルエットのみ登場。ラムはしばらく会っていないことが明かされた。
ラム (Rum)
声 - 千葉繁
ボスの側近にして、組織のNo.2の地位にある最高幹部。コードネームを持つメンバーの中でも別格の存在で、ジン以上の切れ者。左目が義眼。変装して脇田 兼則（わきた かねのり）と名乗り、毛利探偵事務所の隣の寿司屋「米花いろは寿司」で板前をしながら潜伏している。コナンはまだ、脇田の正体がラムであることを知らない。本作ではラムとしての登場のみで、脇田兼則としては登場していない。
電話で組織のメンバーと通話する際には、携帯に内蔵されているボイスチェンジャーで声を変えている。
ジン (Gin)
声 - 堀之紀
組織の幹部。実行部隊のリーダーで、新一にAPTX4869を飲ませて幼児化させた張本人。銀色の長髪と氷のように冷たい目が特徴の、長身痩躯の男。洞察力や射撃の能力に優れており、「疑わしきは罰せよ」を信条としている。コナンと灰原の正体を知らない。
ウォッカ (Vodka)
声 - 立木文彦
組織の幹部で、ジンを「兄貴」と呼ぶ。
本作では直美のUSBメモリー内のデータに映っていた灰原をシェリーと疑い、ピンガ・キャンティと共に灰原拉致作戦を実行する。原作・テレビアニメ本編に比べて残忍な面が強調されている。
ベルモット (Vermouth)
声 - 小山茉美
組織の幹部。組織で唯一、コナンと灰原の正体を知っている。変装の達人。
本作では老婦人に変装した際に偶然灰原からブローチを譲られ、そのお返しとして彼女を助けている。
キャンティ (Chianti)
声- 井上喜久子
組織の幹部。気性の荒い女性スナイパー。
本作ではスナイパーとして灰原拉致作戦に参加する。
コルン (Korn)
声 - 木下浩之
組織の幹部。無口で冷静なスナイパー。
本作ではマリオ・アルジェントの暗殺計画に従事する。

##### 故人
宮野明美（みやの あけみ）
声 - 玉川砂記子
灰原哀こと宮野志保の姉。故人。黒の組織10億円強盗事件の一件でジンに殺害される。組織に潜入していた頃の赤井秀一と恋仲だった。
テキーラ (Tequila) 、ピスコ (Pisco)、アイリッシュ (Irish)、キュラソー (Curaçao)
いずれも回想にのみ登場。「ゲーム会社殺人事件」で登場したテキーラは事故による爆死、「黒の組織との再会」で登場したピスコと劇場版「漆黒の追跡者」で登場したアイリッシュは組織により殺害された。劇場版「純黒の悪夢」で登場したラムの元腹心であるキュラソーは観覧車に潰されると同時に爆死し、彼女の死後、ピンガがラムの側近として居座る事になる。

### オリジナルキャラクター

#### 組織のメンバー
ピンガ （Pinga）〈25〉
本作のキーパーソン。キュラソーが死亡したことでラムの側近の座に納まった。
コーンロウに編み上げられた金色の髪型と、太い唇が特徴の男。他人を蹴落としてものし上がろうとする貪欲な性格であり、ラム以外のメンバーの指示を一切聞かないため、「ラムの言いなり」とバーボンに評されている。ジンに強い対抗心を燃やしている。
細身な体格だが、蘭と渡り合えるほどの格闘技術を持つほか、高度なAI技術を使いこなすエンジニアとしての能力にも長けている。海洋施設「パシフィック・ブイ」にエンジニアとして変装し潜入している。

#### 海洋施設「パシフィック・ブイ」
牧野 洋輔 （まきの ようすけ）
声 - 沢村一樹
「パシフィック・ブイ」の局長。世界各国から集まったエンジニア達を束ねるリーダー。
直美・アルジェント （なおみ・アルジェント）〈19〉
声 - 種﨑敦美
本作のキーパーソン。「パシフィック・ブイ」のエンジニアで、老若認証システムの開発者。「人種差別の無い世界を作りたい」との考えから老若認証システムを開発した。
アメリカ育ちで、イタリア人の父親と日本人の母親を持つハーフ。父親はEU議会議員のマリオ・アルジェント。
灰原の本来の姿である志保とは小学生の頃に知り合っており、今でも彼女との再会を待ち望んでいる。
レオンハルト
声 - 諏訪部順一
「パシフィック・ブイ」のエンジニア。ドイツ出身。様々な組織を渡り歩いてきたらしいが、そこで嫌な思いをしたため、人種差別的な考えを持つようになった。
エド
声 - 神谷浩史
「パシフィック・ブイ」のエンジニア。インド出身。マイペースな性格だが、エンジニアとしての腕はかなりのもので、以前まで世界的なIT企業にいた。
グレース
声 - 村瀬歩
「パシフィック・ブイ」のエンジニア。フランス出身。気さくで明るい性格。

#### ユーロポールの捜査官
ハンス
声 - 土田大
ユーロポールの捜査官で、ドイツ・フランクフルトにあるネットワークセンターの管理者。
ニーナ
声 - 宮原永海
ユーロポールの捜査官で、FBIのジョディの友人。ある一件から組織に命を狙われる。

#### その他
丑尾 寛治 （うしお かんじ）
声 - 沢木郁也
八丈島の観光船船長。阿笠博士の発明品を見て感心し、意気投合する。
お婆ちゃん
声 - 沢田敏子
フサエ・ブランドの限定ブローチを欲しがっていた着物姿の老婦人。直前に並んでいた灰原を最後に整理券が完売してしまい落胆するも、灰原に整理券を譲られる。
その正体は変装していたベルモット。
マリオ・アルジェント
EU議会議員。直美・アルジェントの父親。
黒ずくめの組織に反抗する直美への見せしめとしてコルンに銃撃されるが、エンディングで一命を取り留めていたことが判明した。

## スタッフ
| 原作                             | 青山剛昌 |
| 監督・絵コンテ・演出             | 立川譲 |
| 脚本                             | 櫻井武晴 |
| 絵コンテ                         | 寺岡巌、金井次朗 |
| 演出                             | 重原克也、高橋謙仁、横山和基、蓮井隆弘 |
| 演出補佐                         | 河原龍太 |
| キャラクターデザイン・総作画監督 | 須藤昌朋 |
| 作画監督                         | 清水義治、岩井伸之、高橋成之、野武洋行、寺岡巌、金井次朗 |
| エフェクト作画監督               | 橋本敬史 |
| 作画監督補佐                     | 吉見京子、岡田洋奈、井本愛夕、佐々木恵子、山本道隆、川尻健太郎、新谷憲、次橋有紀、新宮祐介、横山隆、増永麗、福永智子、早瀬真紀子、鈴木FALCO、大高美奈、斉藤茉利、鬼澤佳代、秦野好紹、青木香菜、西川千裕、井上那由多 |
| 動画監督                         | 奥本静香 |
| デジタルアドバイザー             | 西山薫子 |
| 動画検査                         | 円田智世 |
| 色彩設計                         | 中尾総子 |
| 色指定・仕上検査                 | 井上あきこ、上村貴子、岡本ひろみ、古河寿子、山瀬仁美、楠本麻耶、田尻佳奈子、金子美郷、上野裕美香、小島悠香、三澤桃乃                                                                                                |
| 仕上検査補佐                     | 伊藤良樹、伊藤敦子、奥井恵美子、岡宮志帆、渡邉裕美、畑野聡美 |
| 特殊効果                         | 古那紗羅 |
| 美術監修                         | 石垣努、佐藤勝 |
| 美術監督                         | 福島孝喜、柏村明香 |
| 美術設定                         | 寺岡巌 |
| コンセプトボード                 | 幸田和磨 |
| グラフィックデザイナー           | 志村泰央 |
| 撮影監督                         | 西山仁 |
| CG監督                           | 小岩寛満、福田貴大 |
| オープニングCGデザイナー         | 高尾駿、村邉里南 |
| 音響制作                         | AUDIO PLANNING U |
| 音響監督                         | 浦上靖之、浦上慶子 |
| ミキサー                         | 小沼則義 |
| アシスタントミキサー             | 栗原あいみ |
| 音響制作デスク                   | 太田恵理子 |
| 音響効果                         | 石野貴久、佐藤理緒 |
| 音楽                             | 菅野祐悟 |
| 音楽プロデューサー               | 福島毅、田中拓也 |
| 音楽協力                         | 佐藤祐大 |
| 編集                             | 岡田輝満 |
| ストーリーエディター             | 飯岡順一 |
| 宣伝プロデューサー               | 三浦広輝、林原祥一 |
| 制作協力                         | スタジオコロリド |
| プロデューサー                   | 近藤秀峰、汐口武史、岡田悠平 |
| アニメーション制作               | TMS / 第1スタジオ |
| 製作                             | 「名探偵コナン」製作委員会 （小学館、読売テレビ、日本テレビ、小学館集英社プロダクション、東宝、トムス・エンタテインメント）                                                                                         |
| 配給                             | 東宝 |

## 音楽

### 主題歌
「美しい鰭」
作詞・作曲 - 草野マサムネ / 歌 -  スピッツ

### 挿入歌
「キミがいれば（黒鉄の魚影ヴァージョン）」
歌 - 青木カレン / 作詞 - 高柳恋 / 作曲 - 大野克夫 / 編曲 - 菅野祐悟

### サウンドトラック
- 26作目の劇場版サウンドトラックを2023年4月12日に発売。前作に続き、菅野祐悟が担当。大野克夫作曲の「名探偵コナンメインテーマ」も収録[26]。

#### 収録曲
| 全作曲: 菅野祐悟（#5、#40は編曲）。 |                                                       |      |                            |      |
| #                                   | タイトル                                              | 作詞 | 作曲・編曲                 | 時間 |
| 1.                                  | 「プロローグ ～目撃者～」                             |      | 菅野祐悟 （#5、#40は編曲） | 1:29 |
| 2.                                  | 「愉快な抽選会」                                      |      | 菅野祐悟 （#5、#40は編曲） | 0:41 |
| 3.                                  | 「運命のリワード」                                    |      | 菅野祐悟 （#5、#40は編曲） | 1:15 |
| 4.                                  | 「ビューティフルアイランド」                          |      | 菅野祐悟 （#5、#40は編曲） | 1:31 |
| 5.                                  | 「名探偵コナンメインテーマ (黒鉄の魚影ヴァージョン)」 |      | 菅野祐悟 （#5、#40は編曲） | 2:57 |
| 6.                                  | 「乗船のワケ」                                        |      | 菅野祐悟 （#5、#40は編曲） | 1:21 |
| 7.                                  | 「パシフィック・ブイ」                                |      | 菅野祐悟 （#5、#40は編曲） | 2:40 |
| 8.                                  | 「老若認証」                                          |      | 菅野祐悟 （#5、#40は編曲） | 1:33 |
| 9.                                  | 「潜入」                                              |      | 菅野祐悟 （#5、#40は編曲） | 1:44 |
| 10.                                 | 「共犯者」                                            |      | 菅野祐悟 （#5、#40は編曲） | 1:22 |
| 11.                                 | 「黒ずくめの組織のテーマ」                            |      | 菅野祐悟 （#5、#40は編曲） | 2:50 |
| 12.                                 | 「バックドア」                                        |      | 菅野祐悟 （#5、#40は編曲） | 1:19 |
| 13.                                 | 「到着」                                              |      | 菅野祐悟 （#5、#40は編曲） | 0:42 |
| 14.                                 | 「リゾートレストラン」                                |      | 菅野祐悟 （#5、#40は編曲） | 0:59 |
| 15.                                 | 「くじらクイズ」                                      |      | 菅野祐悟 （#5、#40は編曲） | 1:18 |
| 16.                                 | 「メガネのお守り」                                    |      | 菅野祐悟 （#5、#40は編曲） | 0:51 |
| 17.                                 | 「ターゲット」                                        |      | 菅野祐悟 （#5、#40は編曲） | 3:25 |
| 18.                                 | 「崖っぷちのカーチェイス」                            |      | 菅野祐悟 （#5、#40は編曲） | 2:52 |
| 19.                                 | 「月夜の決意」                                        |      | 菅野祐悟 （#5、#40は編曲） | 0:48 |
| 20.                                 | 「覚悟 ～夜空の誓い～」                               |      | 菅野祐悟 （#5、#40は編曲） | 1:45 |
| 21.                                 | 「悪夢」                                              |      | 菅野祐悟 （#5、#40は編曲） | 1:28 |
| 22.                                 | 「迫りくるプレッシャー」                              |      | 菅野祐悟 （#5、#40は編曲） | 1:23 |
| 23.                                 | 「書き換え」                                          |      | 菅野祐悟 （#5、#40は編曲） | 1:49 |
| 24.                                 | 「キミに会いたくて」                                  |      | 菅野祐悟 （#5、#40は編曲） | 1:53 |
| 25.                                 | 「いくつかの矛盾」                                    |      | 菅野祐悟 （#5、#40は編曲） | 2:13 |
| 26.                                 | 「無情な脅迫」                                        |      | 菅野祐悟 （#5、#40は編曲） | 1:20 |
| 27.                                 | 「悲劇の銃弾」                                        |      | 菅野祐悟 （#5、#40は編曲） | 2:22 |
| 28.                                 | 「絶望のディール」                                    |      | 菅野祐悟 （#5、#40は編曲） | 1:00 |
| 29.                                 | 「浮上」                                              |      | 菅野祐悟 （#5、#40は編曲） | 3:01 |
| 30.                                 | 「救出作戦」                                          |      | 菅野祐悟 （#5、#40は編曲） | 3:17 |
| 31.                                 | 「再会 ～私の居場所～」                               |      | 菅野祐悟 （#5、#40は編曲） | 0:55 |
| 32.                                 | 「最後の手段」                                        |      | 菅野祐悟 （#5、#40は編曲） | 1:35 |
| 33.                                 | 「コーヒーカップ」                                    |      | 菅野祐悟 （#5、#40は編曲） | 1:24 |
| 34.                                 | 「あの方の召喚」                                      |      | 菅野祐悟 （#5、#40は編曲） | 3:45 |
| 35.                                 | 「罪の上塗り」                                        |      | 菅野祐悟 （#5、#40は編曲） | 3:27 |
| 36.                                 | 「悪党の劣等感 ～絶体絶命のピンチ～」                 |      | 菅野祐悟 （#5、#40は編曲） | 1:40 |
| 37.                                 | 「退避命令 ～命運を握るのは…～」                      |      | 菅野祐悟 （#5、#40は編曲） | 2:07 |
| 38.                                 | 「悪魔の雷撃」                                        |      | 菅野祐悟 （#5、#40は編曲） | 3:08 |
| 39.                                 | 「パシフィック・ブイの戦い」                          |      | 菅野祐悟 （#5、#40は編曲） | 2:15 |
| 40.                                 | 「キミがいれば (黒鉄の魚影 サントラヴァージョン)」    |      | 菅野祐悟 （#5、#40は編曲） | 4:22 |
| 41.                                 | 「See you again ～また会えてよかった～」              |      | 菅野祐悟 （#5、#40は編曲） | 1:41 |

## 公開
日本では、2023年（令和5年）4月14日に公開され、IMAX、MX4D、4DX、Dolby Cinemaの同時上映も決定し、通常版と合わせて、合計504館で上映予定となり、コナン史上最大規模の公開館数となった。

### 国外
| 国・地域         | 公開日         | 配給                     | 題名                                                                    | 出典   |
| ---------------- | -------------- | ------------------------ | ----------------------------------------------------------------------- | ------ |
| タイ             | 2023年4月26日  | メジャー・シネプレックス | ยอดนักสืบจิ๋วโคนัน : มฤตยูใต้น้ำทมิฬ                                             | [ 30 ] |
| エジプト         | 2023年5月31日  | Spacetoon Pictures       | ديتيكتف كونان: يلاك أيرون سابمرين Detective Conan: Black Iron Submarine | [ 31 ] |
| アラブ首長国連邦 | 2023年6月8日   | Spacetoon Pictures       | ديتيكتف كونان: يلاك أيرون سابمرين Detective Conan: Black Iron Submarine | [ 32 ] |
| バーレーン       | 2023年6月8日   | Spacetoon Pictures       | ديتيكتف كونان: يلاك أيرون سابمرين Detective Conan: Black Iron Submarine | [ 32 ] |
| イラク           | 2023年6月8日   | Spacetoon Pictures       | ديتيكتف كونان: يلاك أيرون سابمرين Detective Conan: Black Iron Submarine | [ 32 ] |
| ヨルダン         | 2023年6月8日   | Spacetoon Pictures       | ديتيكتف كونان: يلاك أيرون سابمرين Detective Conan: Black Iron Submarine | [ 32 ] |
| オマーン         | 2023年6月8日   | Spacetoon Pictures       | ديتيكتف كونان: يلاك أيرون سابمرين Detective Conan: Black Iron Submarine | [ 32 ] |
| カタール         | 2023年6月8日   | Spacetoon Pictures       | ديتيكتف كونان: يلاك أيرون سابمرين Detective Conan: Black Iron Submarine | [ 32 ] |
| サウジアラビア   | 2023年6月8日   | Spacetoon Pictures       | ديتيكتف كونان: يلاك أيرون سابمرين Detective Conan: Black Iron Submarine | [ 32 ] |
| クウェート       | 2023年6月15日  | Spacetoon Pictures       | ديتيكتف كونان: يلاك أيرون سابمرين Detective Conan: Black Iron Submarine | [ 33 ] |
| レバノン         | 2023年6月15日  | Spacetoon Pictures       | ديتيكتف كونان: يلاك أيرون سابمرين Detective Conan: Black Iron Submarine | [ 34 ] |
| フィリピン       | 2023年7月5日   | ODEX                     | Detective Conan The Movie: Black Iron Submarine                         | [ 35 ] |
| マレーシア       | 2023年7月6日   | ODEX                     | Detective Conan The Movie: Black Iron Submarine                         | [ 36 ] |
| シンガポール     | 2023年7月6日   | ODEX                     | Detective Conan The Movie: Black Iron Submarine                         | [ 36 ] |
| 台湾             | 2023年7月6日   | 普威爾國際               | 名偵探柯南 黑鐵的魚影                                                   | [ 37 ] |
| 韓国             | 2023年7月20日  | CJ ENM                   | 명탐정 코난: 흑철의 어영                                                | [ 38 ] |
| ベトナム         | 2023年7月21日  | TAGGER                   | Thám Tử Lừng Danh Conan: Tàu Ngầm Sắt Màu Đen                           | [ 39 ] |
| インドネシア     | 2023年7月26日  | CBI Pictures             | Detective Conan The Movie: Black Iron Submarine                         | [ 40 ] |
| 香港             | 2023年7月27日  | 曼迪伝播                 | 名偵探柯南：黑鐵的魚影                                                  | [ 41 ] |
| マカオ           | 2023年7月27日  | 曼迪伝播                 | 名偵探柯南：黑鐵的魚影                                                  | [ 41 ] |
| ミャンマー       | 2023年7月28日  | ODEX                     | Detective Conan The Movie: Black Iron Submarine                         | [ 42 ] |
| フランス         | 2023年8月2日   | ユーロズーム             | Detective Conan: Le Sous-Marin Noir                                     | [ 43 ] |
| インド           | 2023年8月25日  | PVR Pictures             | Detective Conan: Black Iron Submarine                                   | [ 44 ] |
| ドイツ           | 2023年10月31日 | Crunchyroll              | Detektiv Conan The Movie: Das schwarze U-Boot                           | [ 45 ] |
| 中国             | 2023年12月16日 | 中国電影股份有限公司     | 名侦探柯南：黑铁的鱼影                                                  | [ 46 ] |

## 興行収入
公開初日に興行収入8.5億円、観客動員数58万人、2日目に興行収入11.8億円、動員数82万人、3日目に興行収入10.9億円、動員数77万人を記録した。
公開3日間の観客動員数と興行収入が発表され、動員数約217万人、興行収入約31.4億円を記録し、シリーズ歴代史上1位のオープニング成績となった。
5月7日、公開から24日間で観客動員728万0136人、興行収入103億0448万3700円を突破した。この時点で前作『ハロウィンの花嫁』の通算興行収入を上回り、劇場版『名探偵コナン』シリーズ歴代最高興行収入記録を更新し、初の興収100億円を突破した。なお、2018年公開の『ゼロの執行人』で始まった「安室透を100億の男に」運動にちなみ、同作のメインとなった灰原哀が「100億の女」と呼ばれた。
最終的に、観客動員数は978万人、興行収入は138.8億円となった。
|                                           | 動員数 （万人） | 動員数 （万人） | 動員数 （万人） | 興行収入 （億円） | 興行収入 （億円） | 出典・備考                                            |
| 週末                                      | 週末            | 累計            | 週末            | 累計              |                   | 出典・備考                                            |
| ----------------------------------------- | --------------- | --------------- | --------------- | ----------------- | ----------------- | ----------------------------------------------------- |
| 1週目の週末 （2023年4月14日・15日・16日） | 1位             | 217.6           | 217.6           | 31.4              | 31.4              | [ 48 ] [ 51 ]                                         |
| 2週目の週末 （4月21日・22日・23日）       | 1位             | 111.3           | 407.2           | 16.2              | 58.7              | [ 52 ] [ 53 ]                                         |
| 3週目の週末 （4月28日・29日・30日）       | 2位             | 83.1            | 537.*           | 11.9              | 77.3              | [ 54 ] [ 55 ]                                         |
| 4週目の週末 （5月5日・6日・7日）          | 2位             | 85.1            | 728.0           | 11.9              | 103.0             | [ 49 ] [ 56 ]                                         |
| 5週目の週末 （5月12日・13日・14日）       | 2位             | 33.7            | 783.6           | 5.0               | 111.1             | [ 57 ] [ 58 ]                                         |
| 6週目の週末 （5月19日・20日・21日）       | 3位             | 25.7            | 827.1           | 3.7               | 117.4             | [ 59 ] [ 60 ]                                         |
| 7週目の週末 （5月26日・27日・28日）       | 4位             |                 | 860.6           |                   | 122.1             | [ 61 ] [ 62 ]                                         |
| 8週目の週末 （6月2日・3日・4日）          | 4位             |                 | 886.4           | 2.0               | 125.6             | [ 63 ] [ 64 ]                                         |
| 9週目の週末 （6月9日・10日・11日）        | 6位             |                 | 904.1           | 1.5               | 128.1             | [ 65 ] [ 66 ]                                         |
| 10週目の週末 （6月16日・17日・18日）      | 10位            |                 | 916.8           | 1.1               | 129.9             |                                                       |
| 11週目の週末 （6月23日・24日・25日）      | 圏外            |                 | 926.5           | 0.8               | 131.2             | [ 67 ]                                                |
| 12週目の週末 （6月30日・7月1日・2日）     | 圏外            |                 | 934.5           |                   | 132.3             |                                                       |
| 13週目の週末 （7月7日・8日・9日）         | 圏外            |                 | 940.5           | 0.6               | 133.1             |                                                       |
| 14週目の週末 （7月14日・15日・16日）      | 圏外            |                 |                 | 0.4               | 133.8             | 7月17日（祝日）まで累計興収134.0億円、動員947.0万人。 |
| 15週目の週末 （7月21日・22日・23日）      | 圏外            |                 | 949.9           |                   | 134.4             |                                                       |
| 16週目の週末 （7月28日・29日・30日）      | 圏外            |                 | 953.5           |                   | 134.9             |                                                       |
| 17週目の週末 （8月4日・5日・6日）         | 圏外            |                 | 956.7           |                   | 135.3             |                                                       |
| 18週目の週末 （8月11日・12日・13日）      | 圏外            |                 | 959.8           |                   | 135.7             |                                                       |
| 19週目の週末 （8月18日・19日・20日）      | 圏外            |                 | 962.7           |                   | 136.1             |                                                       |
| 20週目の週末 （8月25日・26日・27日）      | 圏外            |                 | 964.4           |                   | 136.4             |                                                       |
| 21週目の週末 （9月1日・2日・3日）         | 圏外            |                 | 966.3           |                   | 136.6             |                                                       |
| 22週目の週末 （9月8日・9日・10日）        | 圏外            |                 | 970.0           |                   | 137.1             |                                                       |
| 23週目の週末 （9月15日・16日・17日）      | 圏外            |                 | 972.1           |                   | 137.4             | 累計動員・興収は9月18日（祝日）までのもの。           |
| 24週目の週末 （9月22日・23日・24日）      | 圏外            |                 | 974.0           |                   | 137.7             |                                                       |
| 25週目の週末 （9月29日・30日・10月1日）   | 圏外            |                 | 977.2           |                   | 138.1             |                                                       |
| 26週目の週末 （10月6日・7日・8日）        | 圏外            |                 |                 |                   | 138.3             | 累計興収は10月9日（祝日）までのもの。                 |
| 27週目の週末 （10月13日・14日・15日）     | 圏外            |                 |                 |                   | 138.3             |                                                       |
| 28週目の週末 （10月20日・21日・22日）     | 圏外            |                 |                 |                   | 138.3             |                                                       |
| 最終                                      | 978万人         | 978万人         | 978万人         | 138.8億円         | 138.8億円         | [ 2 ]                                                 |

## プロモーション

### 情報公開
2022年12月1日、特報映像とストーリーが解禁された。12月27日には1分予告が公開された。
2023年1月6日、本作の公開に先駆けTVシリーズ特別編集版「名探偵コナン 灰原哀物語〜黒鉄のミステリートレイン〜」が劇場公開された。総編集版の劇場公開は2021年の「緋色の不在証明」以来である。
1月18日、沢村一樹がゲスト声優としてパシフィック・ブイ局長の牧野洋輔として出演することが発表された。
2月1日、劇場版シリーズ初2枚で1組となるスペシャルバージョンとなる本ポスタービジュアルが公開された。
2月21日、新ポスターと新映像が公開。
3月1日、主題歌がスピッツの新曲「美しい鰭」に決定したことが発表され、主題歌入りの予告映像が公開された。
3月8日、黒のファッションを身に着けた「黒鉄ビジュアル」解禁。

### コラボ企画
- 4月17日に開館した大阪府門真市の映画館「TOHOシネマズ ららぽーと門真」のこけら落としとして本作が上映された。同館はは広色域で鮮明な色彩と幅広いコントラストを実現できるため本物の黒を再現することが可能とされている規格「Dolby Cinema」が導入され、宿敵、黒ずくめの組織との対決が描かれる本作とのコラボも決定している[78][79]。
- ユニバーサル・スタジオ・ジャパンとのコラボ。「ユニバーサル・クールジャパン2023」が2月17日から開催される。3年ぶり完全復活するリアル脱出ゲーム「名探偵コナン・ザ・エスケープ ～黒鉄（くろがね）の序章（プロローグ）～」は、本作と連動した完全新作ストーリー[80]。
- 本作公開を記念して、「名探偵コナンカフェ」を東京・神奈川・愛知・大阪・宮城・札幌・福岡の7都市10会場で、2023年4月6日より順次期間限定オープン。本作をイメージした期間限定メニューや、ファン参加型の企画、カフェオリジナルグッズなどを展開予定[81][82]。
- くら寿司とのコラボ。第1弾が3月10日、第2弾が23日、第3弾が4月7日から実施。本作の公開を記念して、くら寿司の店員に扮してすしを運ぶコナンや灰原がデザインされたクリアファイルや、「黒鉄の魚影」のシーンが描かれたグッズをプレゼント。「ビッくらポン！」もコナン仕様となる[83][84]。
- 江崎グリコとのコラボ。「オカシな謎を解き明かせ！キャンペーン」を2023年3月14日より開始。商品カテゴリーごとに複数の企画が同時進行される[85]。

### イベント
- 4月4日、完成披露試写会が東京国際フォーラムで開催された[86][87]。
- 本作公開を記念して、Huluにて、劇場版5作品が3月17日から先行配信された。「名探偵コナン 天国へのカウントダウン」「名探偵コナン ベイカー街の亡霊」「名探偵コナン 純黒の悪夢」「名探偵コナン ゼロの執行人」「名探偵コナン 緋色の弾丸」が先行配信対象作品。また、江戸川コナンと灰原哀によるスペシャルPR映像がYouTubeで公開され、「シェリー」「灰原哀」「黒ずくめの組織」の3つのエピソード特集を実施[88]。
- 日本テレビ系朝の情報番組の『ZIP!』のコーナー『流行ニュース キテルネ！』で、10日から14日まで、本作とのコラボを行うことが決定。日替わりでメインキャラクターたちがナレーションで登場。映画公開当日の14日には、江戸川コナンとゲスト声優を務めている沢村一樹が生出演した[89]。
- 本作の公開を記念して、4月7日に前作『ハロウィンの花嫁』が、4月14日に『漆黒の追跡者』が金曜ロードショーにて放送された[90]。
- 4月15日、本作の公開記念舞台挨拶が、TOHOシネマズ日比谷で開催された[91][92]。
- 終映企画「ブラッククロージング」の一つとして、黒ずくめの組織が、8月30日（水）発売の「週刊少年サンデー」の紙面をジャックすることが発表された[93]。
- 「ブラッククロージング」の一つとして、9月1日より全国の劇場にて、新規描き下ろしの「ブラッククロージングビジュアル」ポスターが掲載される[93]。また、同日より、一度上映を終了した劇場でも本作の上映が復活した。
- 「ブラッククロージング」の一つとして、9月6日にTOHOシネマズ日比谷にて「黒（96）の日舞台挨拶」が開催され、全国の劇場にて生中継される[93][94]。
- 「ブラッククロージング」の一つとして、本作の大ヒットを記念して、9月15日に『天国へのカウントダウン』、9月22日に『純黒の悪夢』を金曜ロードショーにて放送する[95]。
- 「ブラッククロージング」の一つとして、9月30日にTOHOシネマズ日比谷にて「ティーチイン付き・ブラックボックス舞台挨拶」が開催され、全国の劇場で生中継を行う[96]。

#### 応援上映
5月27日（土）より全国の対象劇場にて、毎週土曜日に発声可能応援上映「ぎょぇぇえ～！！発声可能応援上映」が開催された。
また、一部の劇場にて、映画上映での実施は世界初となる自動制御ペンライト演出付きの発声可能応援上映が、5月26日（金）より不定期に19時の上映回にて、以下の日程で実施された。
| 日程           | T O H O シ ネ マ ズ 池 袋 | T O H O シ ネ マ ズ 梅 田 | 札 幌 シ ネ マ フ ロ ン テ ィ ア | T O H O シ ネ マ ズ 新 宿 | ミ ッ ド ラ ン ド ス ク エ ア シ ネ マ | T O H O シ ネ マ ズ 天 神 |
| -------------- | ------------------------- | ------------------------- | -------------------------------- | ------------------------- | -------------------------------------- | ------------------------- |
| 5月26日（金）  | ◯                         | ◯                         | ×                                | ×                         | ×                                      | ×                         |
| 6月16日（金）  | ◯                         | ◯                         | ◯                                | ◯                         | ◯                                      | ◯                         |
| 7月7日（金）   | ◯                         | ◯                         | ◯                                | ◯                         | ◯                                      | ◯                         |
| 8月4日（金）   | ◯                         | ◯                         | ◯                                | ◯                         | ◯                                      | ◯                         |
| 9月1日（金）   | ◯                         | ◯                         | ◯                                | ◯                         | ◯                                      | ◯                         |
| 9月29日（金）  | ◯                         | ◯                         | ◯                                | ◯                         | ◯                                      | ◯                         |
| 10月8日（日）  | ◯                         | ◯                         | ◯                                | ◯                         | ◯                                      | ◯                         |
| 10月21日（土） | ◯                         | ◯                         | ◯                                | ◯                         | ◯                                      | ◯                         |

## 評価
本作は第47回日本アカデミー賞で優秀アニメーション作品賞を受賞した。

## テレビ放映
| 回数 | 番組名           | 放送形態       | 放送日        | 放送時間      | 放送分数 | 平均世帯 視聴率 | 平均個人 視聴率 | 備考                                                                  |
| ---- | ---------------- | -------------- | ------------- | ------------- | -------- | --------------- | --------------- | --------------------------------------------------------------------- |
| 1    | 金曜ロードショー | 本編ノーカット | 2024年4月19日 | 21:00 - 23:14 | 134分    |                 |                 | 劇場版26作『100万ドルの五稜星』の公開を記念した本編ノーカット初放送。 |

## 影響
本作の舞台となった八丈島では、聖地巡礼などで観光客が急増した。

## 映像作品
2023年9月6日、Blu-rayとDVDの全4形態で2023年11月29日に発売することが発表された。
豪華盤には本編に加え、後述の『灰原哀物語〜黒鉄のミステリートレイン〜』や、劇場プレストーリーの「灰原を狙うカメラ」などが収録されている。
| 発売日         | タイトル                    | 媒体         | 規格品番             |
| -------------- | --------------------------- | ------------ | -------------------- |
| 2023年11月29日 | 『名探偵コナン 黒鉄の魚影』 | Blu-ray2枚組 | ONXD-2034 （豪華盤） |
| 2023年11月29日 | 『名探偵コナン 黒鉄の魚影』 | Blu-ray      | ONXD-2036 （通常盤） |
| 2023年11月29日 | 『名探偵コナン 黒鉄の魚影』 | DVD2枚組     | ONBD-2630 （豪華盤） |
| 2023年11月29日 | 『名探偵コナン 黒鉄の魚影』 | DVD          | ONBD-2632 （通常盤） |

## 灰原哀物語〜黒鉄のミステリートレイン〜
『名探偵コナン 灰原哀物語〜黒鉄のミステリートレイン〜』（めいたんていコナン はいばらあいものがたり〜くろがねのミステリートレイン〜）は、灰原哀に焦点を当てたテレビシリーズの特別総集編映画である。テレビシリーズの第701話から第704話「漆黒の特急」を主軸に灰原哀の過去に迫る。
2023年4月7日に、Huluにて、配信が決定。
キャッチコピーは「迫りくる暗黒の終着駅（ターミナル） 絶体絶命の窮地から救い出せ！」。

### キャスト（総集編）
- 江戸川コナン - 高山みなみ
- 灰原哀 / 宮野志保[注 5] - 林原めぐみ
- 毛利蘭 - 山崎和佳奈
- 毛利小五郎 - 小山力也
- 阿笠博士 - 緒方賢一
- 吉田歩美 - 岩居由希子
- 小嶋元太 - 高木渉
- 円谷光彦 - 大谷育江
- 鈴木園子 - 松井菜桜子
- 火傷の男[注 6] - 池田秀一
- 沖矢昴 - 置鮎龍太郎
- 世良真純 - 日髙のり子
- 工藤有希子 - 島本須美
- 安室透 / バーボン - 古谷徹
- ジン - 堀之紀
- ウォッカ - 立木文彦
- ベルモット - 小山茉美
- 怪盗キッド - 山口勝平
- 宮野明美[注 7] - 玉川砂記子
- 宮野エレーナ[注 7] - 林原めぐみ
- 鈴木次郎吉 - 永井一郎
- 小林澄子 - 加藤有生子
- 安東諭 - 牛山茂
- 能登泰策 - 辻親八
- 出波茉利 - 川浪葉子
- 小蓑夏江 - 羽鳥靖子
- 住友昼花 - 山口由里子
- 室橋悦人 - 石川ひろあき
- 車掌 - 志村知幸
- 車掌 - 小田敏充

### スタッフ（総集編）
| 原作                       | 青山剛昌                                                                                   |
| ディレクター               | 石原俊介                                                                                   |
| 脚本・構成                 | 宮下隼一                                                                                   |
| 製作                       | 付崎忠、隅田社ー、沢辺伸政                                                                 |
| 原案協力                   | 大嶋一範、堂本強介、舟本りある、薄谷正和                                                   |
| 映像制作                   | GAL ENTERPRISE                                                                             |
| キャラクターデザイン       | 山中純子                                                                                   |
| 原画                       | 山中純子、寺岡巖                                                                           |
| 動画                       | スタジオブーメラン（谷口昌彦、長田秀明、高橋ひとみ、久木理恵）                             |
| 色指定・仕上検査           | 中尾総子                                                                                   |
| デジタルペイント           | Wish（千葉陽子、梅村利恵子、古賀真利江、牟田智美、久納友香里、高橋祐、古河寿子、藤原優実） |
| 背景                       | 田中直哉、松本吉勝                                                                         |
| デジタルコンポジット       | トムス・フォト（西山仁）                                                                   |
| オンライン編集             | 薬丸仁平                                                                                   |
| 音響制作                   | AUDIO PLANNING U                                                                           |
| 音響監督                   | 浦上靖定、浦上慶子                                                                         |
| 音楽                       | 大野克夫                                                                                   |
| ミキサー                   | 小沼則義                                                                                   |
| アシスタントミキサー       | 栗原あいみ                                                                                 |
| 音響制作デスク             | 太田恵理子                                                                                 |
| 音響幼果                   | 石野貴久                                                                                   |
| タイトルロゴデザイン       | 清水真和亜                                                                                 |
| ポストプロダクション       | 東京現像所                                                                                 |
| DCPマスタリング            | 千木良保宜、脇坂美緒                                                                       |
| ラボ・デスク               | 古深嶺美                                                                                   |
| ラボ・マネージメント       | 塩田雅基                                                                                   |
| 宣伝プロデューサー         | 姫野芙美                                                                                   |
| アートティレクター         | 奥田ひさみ                                                                                 |
| 予告篇ディレクター         | 石原俊介                                                                                   |
| CGディレクター             | 吉原宏一郎、飯塚万紀子                                                                     |
| CGデザイナー               | 吉田実加、大友亜美                                                                         |
| モデリング                 | 岩井文吾                                                                                   |
| 制作プロデューサー         | 川嶋洋樹                                                                                   |
| 文芸担当                   | 小宅由貴恵、鈴木美玲                                                                       |
| 制作担当                   | 中根明日香                                                                                 |
| アソシエイトプロデューサー | 岡本浩樹                                                                                   |
| Special Thanks             | 劇場版「名探偵コナン 黒鉄の魚影」製作委員会                                                |
| 制作協力                   | トムス・ジーニーズ                                                                         |
| プロデューサー             | 石山桂一、汐口武史、近藤秀峰                                                               |
| アニメーション制作         | トムス・エンタテインメント 7STUDIO                                                         |
| 製作                       | トムス・エンタテインメント、讀賣テレビ放送、小学館                                         |
| 配給                       | 東宝                                                                                       |

### 興行成績（総集編）
- 1月10日、公開4日間で、興行収入2億4600万円、観客動員数17万7000人、1月6日から8日の週末動員ランキングは初登場4位となったことが発表された[105]。

- 1月16日、同月13日から15日の週末動員ランキングは5位となったことが発表された[106]。

- 1月23日、同月20日から22日の週末動員ランキングは7位となったことが発表された[107]。